# Xymalos monospora
 (mars 2017).
Si vous disposez d'ouvrages ou d'articles de référence ou si vous connaissez des sites web de qualité traitant du thème abordé ici, merci de compléter l'article en donnant les références utiles à sa vérifiabilité et en les liant à la section « Notes et références ».
Espèce
Synonymes
- Toxicodendrum acutifolium Benth.[1]
- Xylosma monospora Harv.[1]

Xymalos Monospora est une espèce de plantes à fleurs de la famille des Monimiaceae. C'est un arbre originaire d'Afrique orientale et pousse entre 700 et 900 mètres d'altitude.
C'est une espèce à feuilles persistantes.
Ses fleurs sont jaunes et apparaissent au printemps.